# پون-بارج د مانسین
پون-بارج د مانسین (به لاتین: Pont-barrage de Monsin) یک پل و سد در بلژیک است که در لیژ واقع شده‌است.